# Rally-VM 2024
Rally-VM 2024 är den 52:e säsongen av FIA:s Rally-VM. Säsongen startar med Monte Carlo-rallyt och avslutas med Rally Japan.

## Kalender
| Datum           | Rally                    | Bas                          | Underlag     | Segrande förare  | Kartläsare       | Bil                    |
| --------------- | ------------------------ | ---------------------------- | ------------ | ---------------- | ---------------- | ---------------------- |
| 25–28 januari   | Monte Carlo-rallyt       | Monte Carlo, Monaco          | Asfalt & Snö | Thierry Neuville | Martijn Wydaeghe | Hyundai i20 N Rally1   |
| 15–18 februari  | Svenska rallyt           | Umeå, Västerbotten           | Snö          | Esapekka Lappi   | Janne Ferm       | Hyundai i20 N Rally1   |
| 28–31 mars      | Safarirallyt             | Nairobi, Nakuru              | Grus         | Kalle Rovanperä  | Jonne Halttunen  | Toyota GR Yaris Rally1 |
| 18–21 april     | Kroatiska rallyt         | Zagreb                       | Asfalt       | Sébastien Ogier  | Vincent Landais  | Toyota GR Yaris Rally1 |
| 9–12 maj        | Rally de Portugal        | Matosinhos, Porto            | Grus         | Sébastien Ogier  | Vincent Landais  | Toyota GR Yaris Rally1 |
| 30 maj–2 juni   | Sardinienrallyt          | Olbia, Sardinien             | Grus         | Ott Tänak        | Martin Järveoja  | Hyundai i20 N Rally1   |
| 27–30 juni      | Rally Poland             | Mikołajki, Ermland-Masurien  | Grus         | Kalle Rovanperä  | Jonne Halttunen  | Toyota GR Yaris Rally1 |
| 18–21 juli      | Rally Latvia             | Liepāja, Kurland             | Grus         | Kalle Rovanperä  | Jonne Halttunen  | Toyota GR Yaris Rally1 |
| 1–4 augusti     | Finska rallyt            | Jyväskylä, Mellersta Finland | Grus         | Sébastien Ogier  | Vincent Landais  | Toyota GR Yaris Rally1 |
| 5–8 september   | Akropolisrallyt          | Lamia, Fthiotis              | Grus         | Thierry Neuville | Martijn Wydaeghe | Hyundai i20 N Rally1   |
| 26-29 september | Rally Chile              | Concepción, Biobío           | Grus         | Kalle Rovanperä  | Jonne Halttunen  | Toyota GR Yaris Rally1 |
| 17-20 oktober   | Centraleuropeiska rallyt | Passau, Bayern               | Asfalt       | Ott Tänak        | Martin Järveoja  | Hyundai i20 N Rally1   |
| 21–24 november  | Rally Japan              | Toyota, Chubu                | Asfalt       | Elfyn Evans      | Scott Martin     | Toyota GR Yaris Rally1 |

## Förar-VM
| Plats | Förare           | Bil                    | Poäng |
| ----- | ---------------- | ---------------------- | ----- |
| 1     | Thierry Neuville | Hyundai i20 N Rally1   | 242   |
| 2     | Elfyn Evans      | Toyota GR Yaris Rally1 | 210   |
| 3     | Ott Tänak        | Hyundai i20 N Rally1   | 200   |
| 4     | Sébastien Ogier  | Toyota GR Yaris Rally1 | 191   |
| 5     | Adrien Fourmaux  | Ford Puma Rally1       | 162   |
| 6     | Takamoto Katsuta | Toyota GR Yaris Rally1 | 116   |
| 7     | Kalle Rovanperä  | Toyota GR Yaris Rally1 | 114   |
| 8     | Grégoire Munster | Ford Puma Rally1       | 46    |
| 9     | Dani Sordo       | Hyundai i20 N Rally1   | 44    |
| 10    | Sami Pajari      | Toyota GR Yaris Rally1 | 44    |